# سانتیمتر مکعب

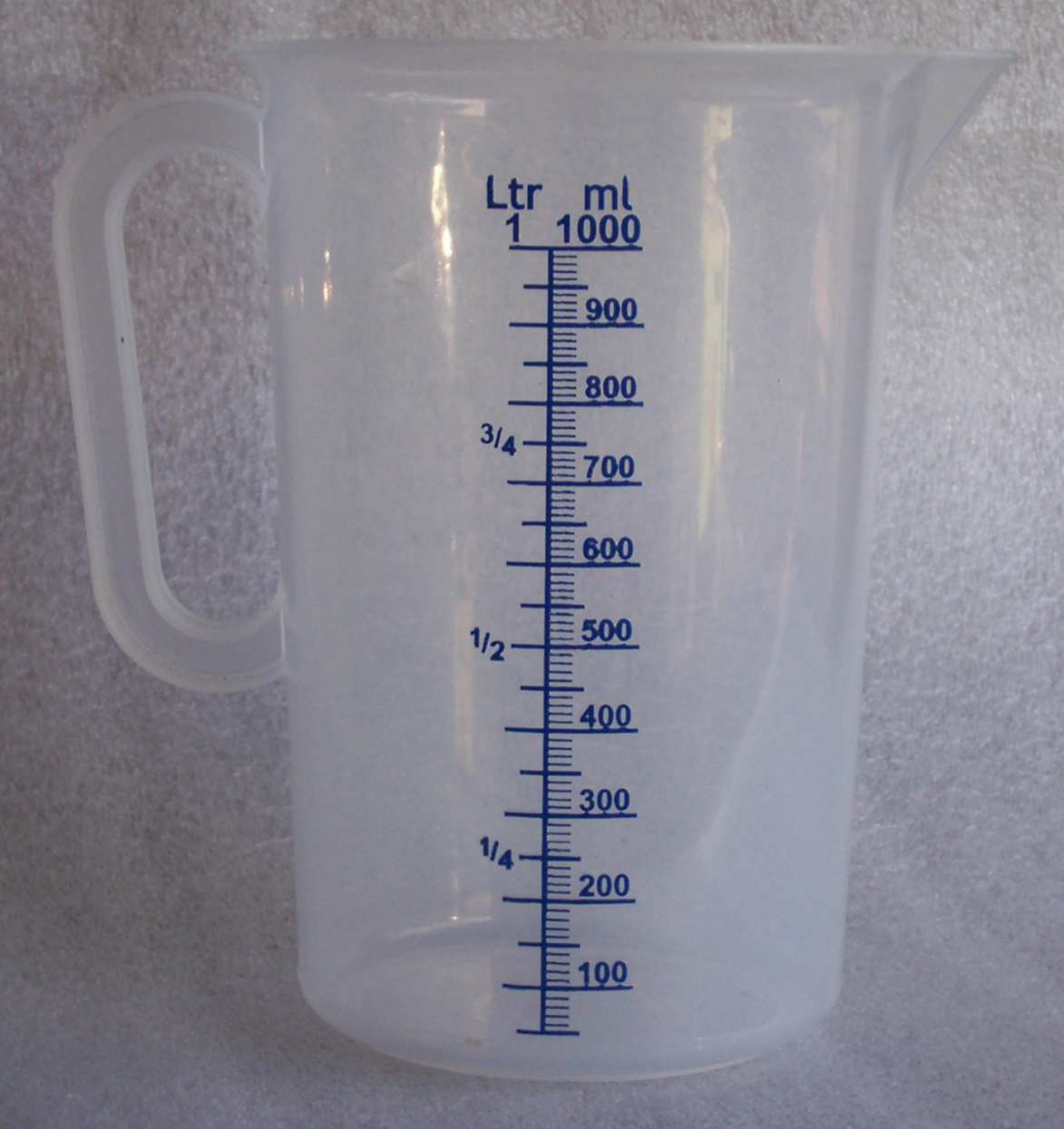

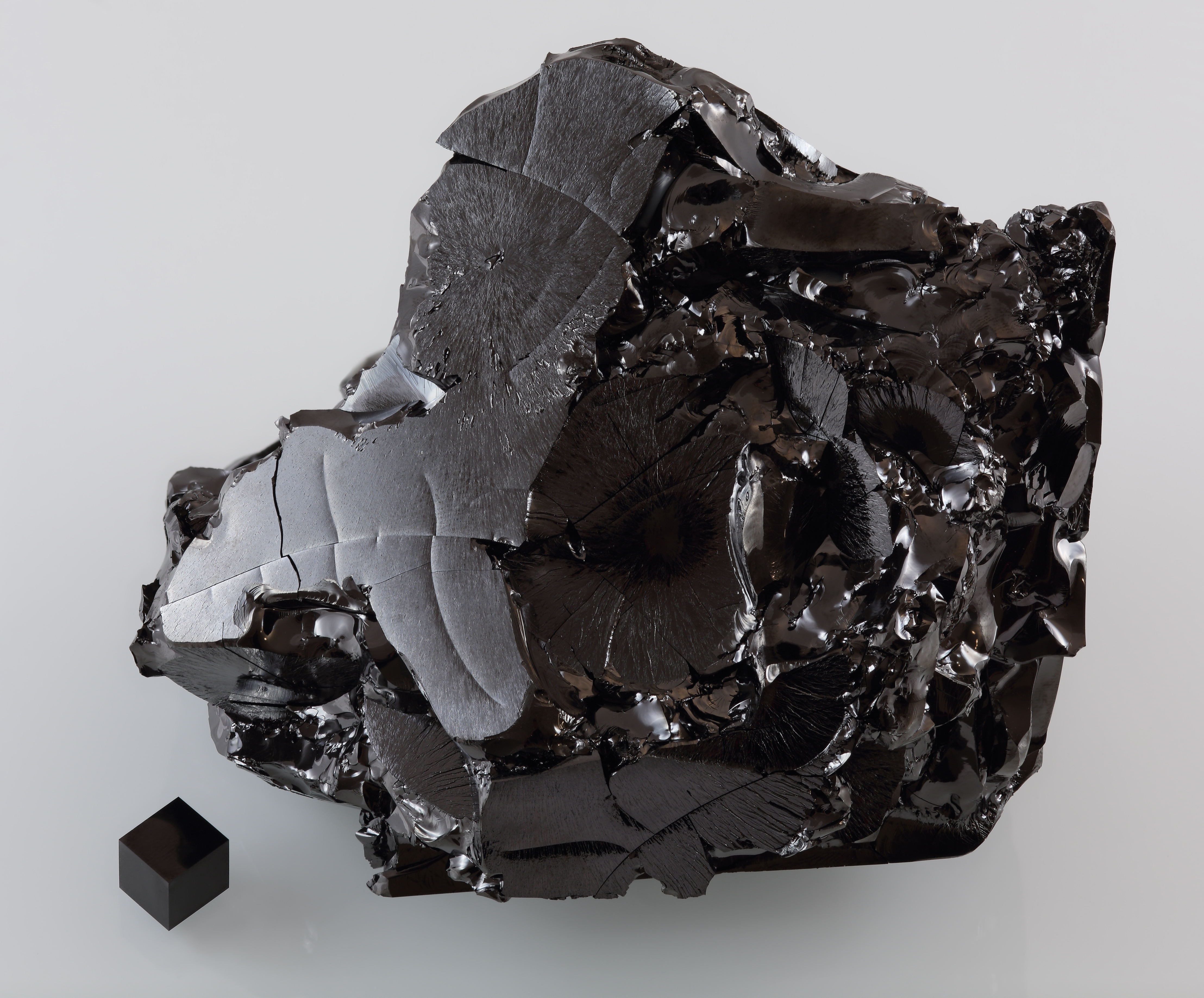
نگاره‌ای از قطعهٔ بزرگی از کربن شیشه‌ای به وزن ۵۷۰ گرم. مکعبی به اندازه ۱ سانتی‌متر مکعب در سمت چپ پائین تصویر برای مقایسه قرار داده شم

 برابر است با حجم مکعبی که هریک از اضلاع آن طولی برابر یک سانتیمتر دارند. در انگلیسی CC یا cm۳ یا ccm مخفف سانتیمتر مکعب است.

## برابر
یک سانتیمتر مکعب برابر با یک میلی‌لیتر است.
cm۳ ≡ ۱ ml
همچنین، چنانچه مادهٔ موردنظر وزنی برابر با آب داشته باشد، هر میلی‌لیتر نیز برابر با یک گرم می‌باشد؛ یعنی به‌عبارت بهتر، یک سی‌سی آب برابر با یک میلی‌لیتر آب و برابر با یک گرم آب است.
همچنین، هر ۳۰ قطره نیز تقریباً برابر با یک سی‌سی است.